# Все про бухгалтерський облік

Обкладинка першого номера газети

«Все про бухгалтерський облік» — всеукраїнська професійна бухгалтерська газета. Виходить з 1994 року в Києві українською та російською мовою. Передплатний індекс — укр. — 33594, рос. — 35200.

## Історія
1993 р. — засновано газету «Все про бухгалтерський облік».
1994 р. — опубліковано перший номер газети, тираж — 17000.
1995 р. — збільшився обсяг газети з 16 до 32 сторінок.
1996 р. — побачив світ 100-й номер газети, тираж — 50000 екземплярів.
1997 р. — газета почала виходити двічі на тиждень. Окрім цього, передплатники щомісяця почали отримувати два тематичні спецвипуски.
1998 р. — з'явилася нова послуга для передплатників: бланки податкової та бухгалтерської звітності, а також щоквартальний каталог публікацій. Уперше серед бухгалтерських видань України газета почала виходити українською та російською мовами.
1999 р. — вийшов 400-й номер газети, тираж — 74,5 тисячі. Газеті присвоєно звання лауреата загальнонаціонального конкурсу «Вища проба».
2000 р. — створено нову послугу для передплатників — цілодобова телефонна лінія зв'язку з редакцією. Проведено конкурс спільно з Державною податковою адміністрацією України «Мій інспектор — найкращий».
2001 р. — газету нагороджено Почесною грамотою й пам'ятним знаком Кабінету Міністрів України. Керівництво редакції нагороджено Подякою Президента України.
Редакція забезпечує тематичною інформацією вищі навчальні заклади України, технікуми та коледжі, де є спеціальність «Бухгалтерський облік», а також курси бухгалтерського обліку.
2002 р. — вийшов 700-й номер газети, тираж — 90,6 тисячі. Проведено акцію «Найкращий бухгалтер України». Переможцями стали 540 бухгалтерів з усіх регіонів України. Керівництво редакції нагороджено Подякою Президента України.
2003 р. — створено першу безкоштовну консультаційну лінію з питань бухгалтерського обліку та оподаткування. Газета почала надавати передплатникам ексклюзивні додатки: «Готелі України», «Настільна книга ЗЕДівця», «Приклади заповнення первинних документів». Керівництво редакції нагороджено Почесною грамотою Кабінету Міністрів України.
2004 р. — газета відсвяткувала 10-річний ювілей. Створено сайт газети www.vobu.com.ua. Функціонують тематичні інтернет-форуми газети за адресою forum.vobu.com.ua. Газета стає одним з основних ініціаторів офіційного святкування 16 липня Дня бухгалтера.
Проведено конкурс «Мій керівник — найкращий». Визначено 255 найкращих керівників підприємств по всій Україні. Газету нагороджено Почесною грамотою Верховної Ради України.
2005 р. — газета стає безумовним лідером на ринку професійних видань. Тираж газети становить 93100 примірників. Створено програму «Електронний календар бухгалтера». Було зафіксовано 15531 дзвінок за рік на гарячу лінію газети.
2006 р. — започатковано бухгалтерську інформаційну службу (БІС). Безкоштовна підтримка електронною поштою бухгалтерів, керівників, юристів, підприємців, замовлення на e-mail нормативних документів, новин законодавства, бланків звітності.
Проведено акцію «Передплата під ключ». Троє переможців отримали квартири в Києві.
2007	р. — зафіксовано найбільшу кількість учасників форуму газети одночасно — 252 особи. Проведено акцію «Таємниці Єгипту». Переможцями стали 230 бухгалтерів, які отримали путівки до Єгипту.
2008	р. — проведено акцію "15 років разом, або «Все про бухгалтерський успіх». За результатами акції 15 бухгалтерів отримали в подарунок автомобілі. Змінюється концепція наповнення газети з повністю оновленим дизайном газети. Починає функціонувати консультаційна лінія із представниками Держказначейства України, Міністерства освіти та науки, Міністерства охорони здоров'я, Міністерства культури та спорту.
Уперше проведено Всеукраїнський конкурс серед працівників Державного казначейства України на звання найкращого автора публікації про бюджетний облік.
Проведено конкурс серед студентів вищих навчальних закладів України «Найкраща стаття студента».
За підтримки Державного казначейства України починає виходити вставка «Казначей» із найсвіжішими роз'ясненнями з питань бухгалтерського обліку в бюджетних установах.
2009	р. — передплатники отримують безкоштовні бланки звітності на компакт-дисках.
Проведено акцію «Щедрі подарунки». Переможцями стали 1625 бухгалтерів України, кожен із яких отримав грошову винагороду. Виходить диск із нормативними документами для бухгалтерів бюджетних установ.
Розпочало мовлення інтернет-радіо «Яскраве радіо» на сайті www.vobu.com.ua.
Спецвипуски газети отримують кольорову обкладинку.
У новому форматі виходить популярна серед бухгалтерів Супертаблиця.
2010	р. — вийшов спецвипуск газети «125 запитань про податки», спільний проєкт газети та Державної податкової адміністрації України, у якому відповіді давали податківці зі всієї України.
До 15-річчя Держказначейства вдруге проведено конкурс «Найкращий автор публікації про бюджетний облік».
Збільшується кількість сторінок, з'являються галузеві рубрики.
Проведено конкурс на сайті газети «ВпБО» «Найулюбленіший викладач». У голосуванні взяло участь близько 200000 осіб; у кожному вищому навчальному закладі, технікумі та коледжі обрано та відзначено грамотою найулюбленішого викладача України.
Започатковуються нові творчі проєкти «Банкрутство» і «Перевірка: практика захисту».
23 жовтня 2010 р. — редакція газети створила найбільшу за розміром газету у світі. Розмір газети становить: 3,20 метри заввишки та 2,26 метра завширшки, а в розгорнутому вигляді — 3,20×4,52 метра, що вдесятеро перевищує справжній формат газети «Все про бухгалтерський облік». Рекорд було зафіксовано Книгою рекордів України як світовий.
2011 р. — у зв'язку з прийняттям нового Податкового кодексу України започатковано новий проєкт — 4 спецвипуски газети — "Бухгалтерська колекція знань «Про Податковий кодекс». I частина вийшла 120-тисячним накладом.
Запущено новий проєкт «Професійна підтримка підприємців», у його рамках відкрито консультаційну лінію за телефоном та рубрику «Приватне підприємництво» на сторінках кожного номера газети.
Удосконалено сайт газети:
- створено швидкісний пошук по каталогу матеріалів газети за всі роки;
- відповіді на запитання у вільному доступі;
- можливість завантажувати необхідний бланк і легко заповнювати його в електронному вигляді.

З'явилися нові рубрики-вставки в газеті «ПКУ- нормативи» та «Вивчаємо бюджетний кодекс України».
Видано спецвипуск для будівельних компаній «Будівництво по-новому».
Стартував проєкт газети та ГоловКРУ, у кожному шостому номері виходить рубрика «Консультує ГоловКРУ».
Щомісяця виходить вставка «Бюджетні нормативи», у якій висвітлено текст нормативних документів, актуальних для бюджетників.
2019 р. — стартував спецпроєкт "Все про кадровий облік" [Архівовано 31 жовтня 2020 у Wayback Machine.]
2020 р. — у вересні запущено окремий портал для аграріїв — АгроVOBU [Архівовано 3 червня 2022 у Wayback Machine.]

## Керівництво
- А.В. Хусід — директор.

## Нагороди
- Лауреат загальнонаціонального конкурсу «Вища проба» — 1999 рік;
- Почесна грамота Кабінету Міністрів України — 2001 рік;[18]
- Грамота Верховної Ради України «За заслуги перед Українським народом» — 2004 рік;[19]
- Почесна грамота Міністерства палива та енергетики України — 2004 рік;[20]
- Диплом Книги рекордів України  — 2010 рік;[8]
- Національний сертифікат "Компанія року 2019" — 2019 рік.